# Atlético Clube Bougadense
O Atlético Clube Bougadense é um clube português, localizado na freguesia de Bougado, Trofa. O clube foi fundado em 12 de Março de 1972 e o seu atual presidente é Manuel Couto.
Tem com modalidade principal o futebol e a equipa de seniores que subiu de divisão na época de 2015-2016, participa na 1ª Divisão Distrital da Associação de Futebol do Porto.

## Classificações por época
| Época     | Nível | Divisão                | Classificação | Taça de Portugal |
| --------- | ----- | ---------------------- | ------------- | ---------------- |
| 2012/2013 | 6     | 1ª Divisão da AF Porto | 16º           | -                |
| 2013/2014 | 6     | 1ª Divisão da AF Porto | 15º           | -                |
| 2014/2015 | 7     | 2ª Divisão da AF Porto | 2º            | -                |
| 2015/2016 | 6     | 1ª Divisão da AF Porto | a decorrer    | -                |

Legenda das cores na pirâmide do futebol português
     1º nível (1ª Divisão / 1ª Liga) 
     2º nível (até 1989/90 como 2ª Divisão Nacional, dividido por zonas, em 1990/91 foi criada a 2ª Liga) 
     3º nível (até 1989/90 como 3ª Divisão Nacional, depois de 1989/90 como 2ª Divisão B/Nacional de Seniores/Campeonato de Portugal)
     4º nível (entre 1989/90 e 2012/2013 como 3ª Divisão, entre 1947/48 e 1989/90 e após 2013/14 como 1ª Divisão Distrital) 
     5º nível
     6º nível
     7º nível

## Títulos
- 1.ª Divisão da AF Porto: 2001/02
- AF Porto 1ª Divisão 2ª Fase Subida/Manutenção - S2: 2023/24

Notas:
- em 2013/14 acabou IIIª Divisão e a primeira competição distrital passou a nível 4

## Ligações Externas
- AF Porto